# Myotis peninsularis
Myotis peninsularis — вид рукокрилих роду Нічниця (Myotis).

## Поширення, поведінка
Проживання: Мексика. Населяє тропічні листяні ліси, дубові ліси, соснові та дубові ліси. Лаштує сідала в печерах і порожніх будинках. Може спочивати з іншими видами кажанів.